# Максвелл Перкінс
Вільям Максвелл Евартс Перкінс (англ. William Maxwell Evarts Perkins, 20 вересня 1884, Нью-Йорк — 17 червень 1947 Стемфорд) — американський літературний редактор, відомий своєю співпрацею з такими класиками американської літератури, як Ернест Гемінґвей, Френсіс Скотт Фіцджеральд та Томас Вулф.

## Біографія

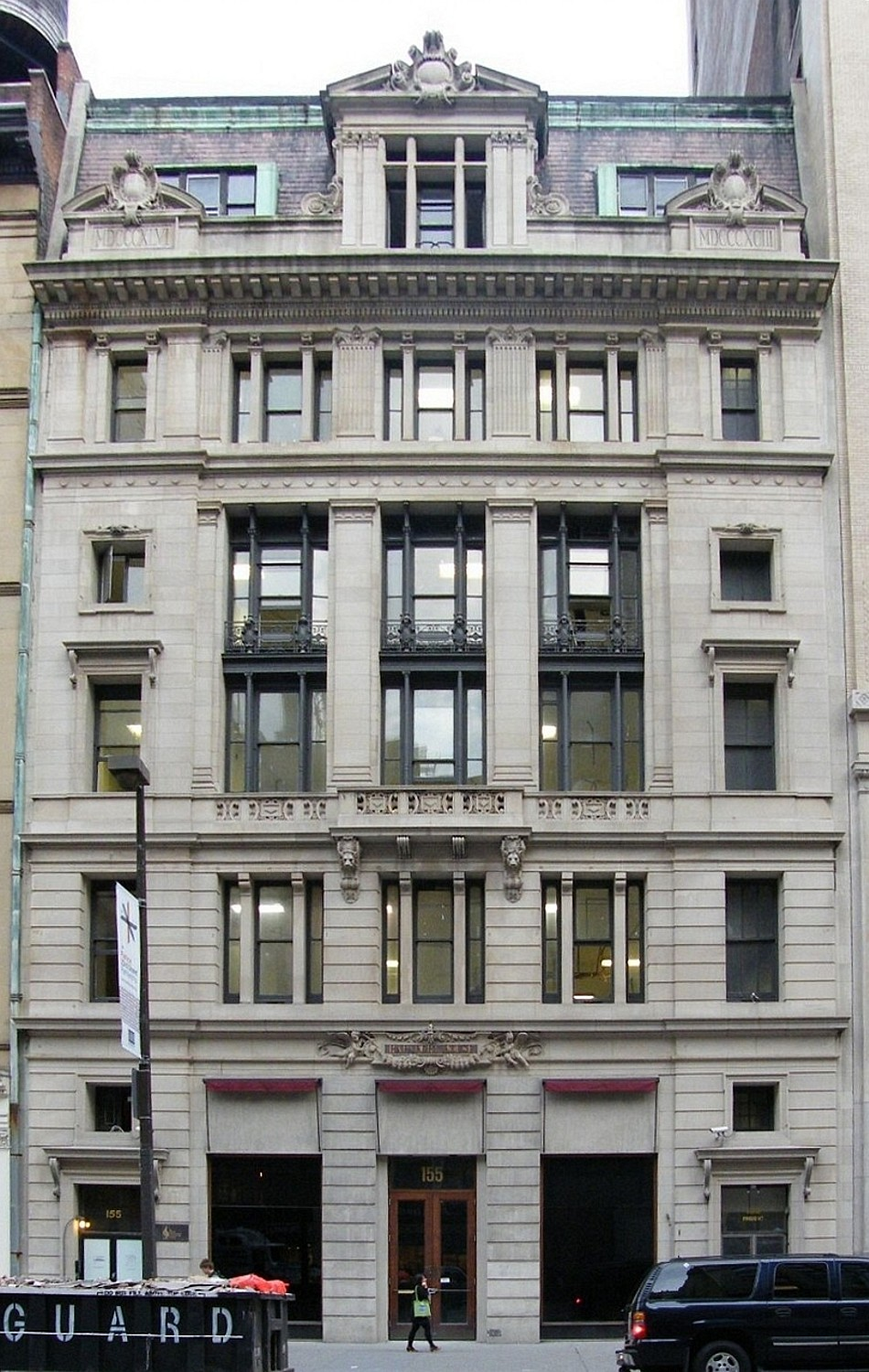
Будинок видавництва Charles Scribner's Sons

Вільям Максвелл Перкінс народився 20 вересня 1884 року в Нью-Йорку в родині адвоката Едварда Кліффорда Перкінса та Елізабет Перкінс (до шлюбу Евартс) — дочки Вільяма Максвелла Евартса. Його дитинство пройшло в Плейнфілді, штат Нью-Джерсі. Маквелл навчався в Школі Святого Павла в Конкорді, штат Нью-Гемпшир. 1907 року він закінчив Гарвард-коледж, де вивчав економіку. У коледжі Максвелл відвідував також класи професора літератури Чарлза Таунсенда Коупленда. Знання, здбуті в Коупленда дуже прислужилися Перкінсу в його майбутній кар'єрі.
Після закінчення навчання Максвелл працював репортером в газеті The New York Times, а 1910 року пішов у видавництво Charles Scribner's Sons на посаду книжкового редактора. У той час це видавництво було відомим завдяки гучним іменам таких письменників, як Джон Голсуорсі, Генрі Джеймс та Едіт Вортон.
На відміну від більшості редакторів, Перкінс хотів публікувати насамперед молодих письменників, так 1919 року він робить свою першу знахідку в особі  Френсіса Скотта Фіцджеральда. Перша книга Фіцджеральда «Романтичний егоїст» нікому в видавництві крім Макса Перкінса не сподобалася, проте Перкінс активно допомагав у роботі над романом, тож врешті книга таки була прийнята. Публікація книги Фіцджеральда «По цей бік раю» ознаменувала появу цілої плеяди нових письменників, що стало можливим зокрема і завдяки зусиллям Перкінса. Розпуста і алкоголізм Фіцджеральда напружували його відносини з Перкінсом, однак до кінця короткого життя Фіцджеральда вони залишалися друзями. Почасти це простежується в романі «Великий Гетсбі», який виграв від редакційної політики Перкінса. Перкінс був редактором усіх книг Фіцджеральда, опублікованих за життя письменника, велике літературознавче значення має листування, яке вони вели протягом 21 року.
1926 року Перкінс через Фіцджеральда познайомився з Ернестом Гемінґвеєм, який публікує у видавництві свій перший великий роман «І сонце сходить». Макс Перкінс довгий час захищав інтереси Гемінґвея у видавництві від закидів у профанації і лише публікація бестселера «Прощавай, зброє!» змусила критиків у видавництві замовкнути.
Найбільшим професійним завданням, з яким зіткнувся Перкінс протягом своєї кар'єри, було виховання художньої дисципліни у Томаса Вулфа. Вулф писав дуже багато і був буквально прив'язаний до кожного свого слова на папері. Під час спільної роботи Вулфа і Перкінса над «Поглянь на дім свій, янголе» Перкінс змусив Вулфа скоротити текст на 90 000 слів. Наступний роман «Про час і про ріку» був результатом дворічної «боротьби» Вулфа і Перкінса: Вулф писав так багато, що часом втрачав лінію оповіді, тому Перкінс постійно обмежував автора, намагаючись утримати розмір роману в певних рамках. Спочатку Вулф був вдячний Перкінсу за наставництво, але пізніше його стала дратувати поширена думка, ніби своїм успіхом він зобов'язаний редакторові. Після численних сварок з Перкінсом Вулф залишив видавництво, проте вони залишалися друзями аж до неочікуваної смерті Вулфа в 1938 році.
Хоча Перкінс відомий насамперед завдяки Фіцджеральду, Гемінґвею і Вулфу, він працював із багатьма письменниками. Так за рекомендацією і за допомогою Фіцджеральда він взяв участь у відборі, редагуванні і публікації оповідань Рінга Ларднера, який не надто серйозно ставився до власної літературної творчості.
Перкінс був першим, хто публікував Джона П. Маркванда та Ерскіна Колдвелла. Поради Перкінса допомогли Марджорі Ролінгс з її повістю «Оленя». Перкінс відмовляв Джеймса Джонса від автобіографічного роману, над яким той довго працював, на користь більшої художності, внаслідок чого був написаний роман «Відтепер і на віки вічні». 1947 року за підтримки Перкінса Маргеріт Йонг змогла укласти контракт з видавництвом на друк «Miss MacIntosh, My Darling» на основі сорокасторінкового начерку.
Перкінс завжди шукав і заохочував талановитих письменників, що в той час було доволі нетиповим для редакторів. Окрім того він був відомий серед колег трепетним ставленням до книг. Про нього говорили, що хоча Перкінс і не претендував на роль письменника, він часто бачив краще за самого автора, в який бік має йти оповідь.
.

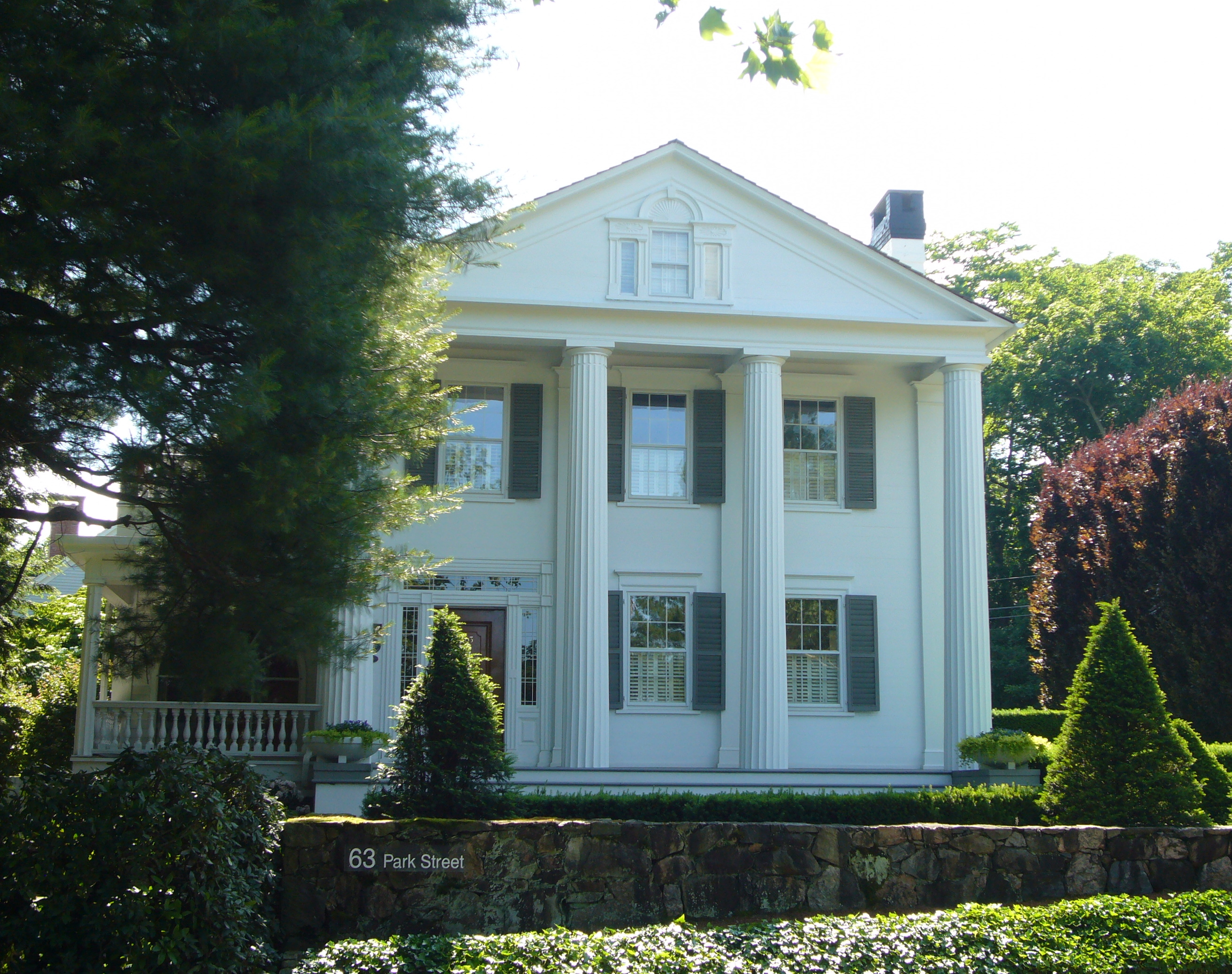
Будинок в Нью Канаан, штат Коннектикут, в якому родина Перкінсів проживала від 1925 до 1949 року. Нині будинок занесений до національного реєстру історичних місць

Перкінс помер 17 червня 1947 року в Стемфорді, штат Коннектикут, від пневмонії. Повість «Старий і море», видану 1952 року, Ернест Гемінґвей присвятив пам'яті Максвелла Перкінса .
Літературознавець Метью Брукколі (Matthew Bruccoli) назвав Перкінса найвідомішим літературним редактором американської літератури.

## У кіно
- У фільмі «Крос-Крік» показано ділові відносини між письменницею-початківицею Марджорі Кінна Роулінгс та Максом Перкінсом, роль якого виконав Малкольм Макдавелл.
- У біографічній драмі 2016 року «Геній» показано роки співпраці Перкінса з Томасом Вулфом.